# 세 폭 제단화

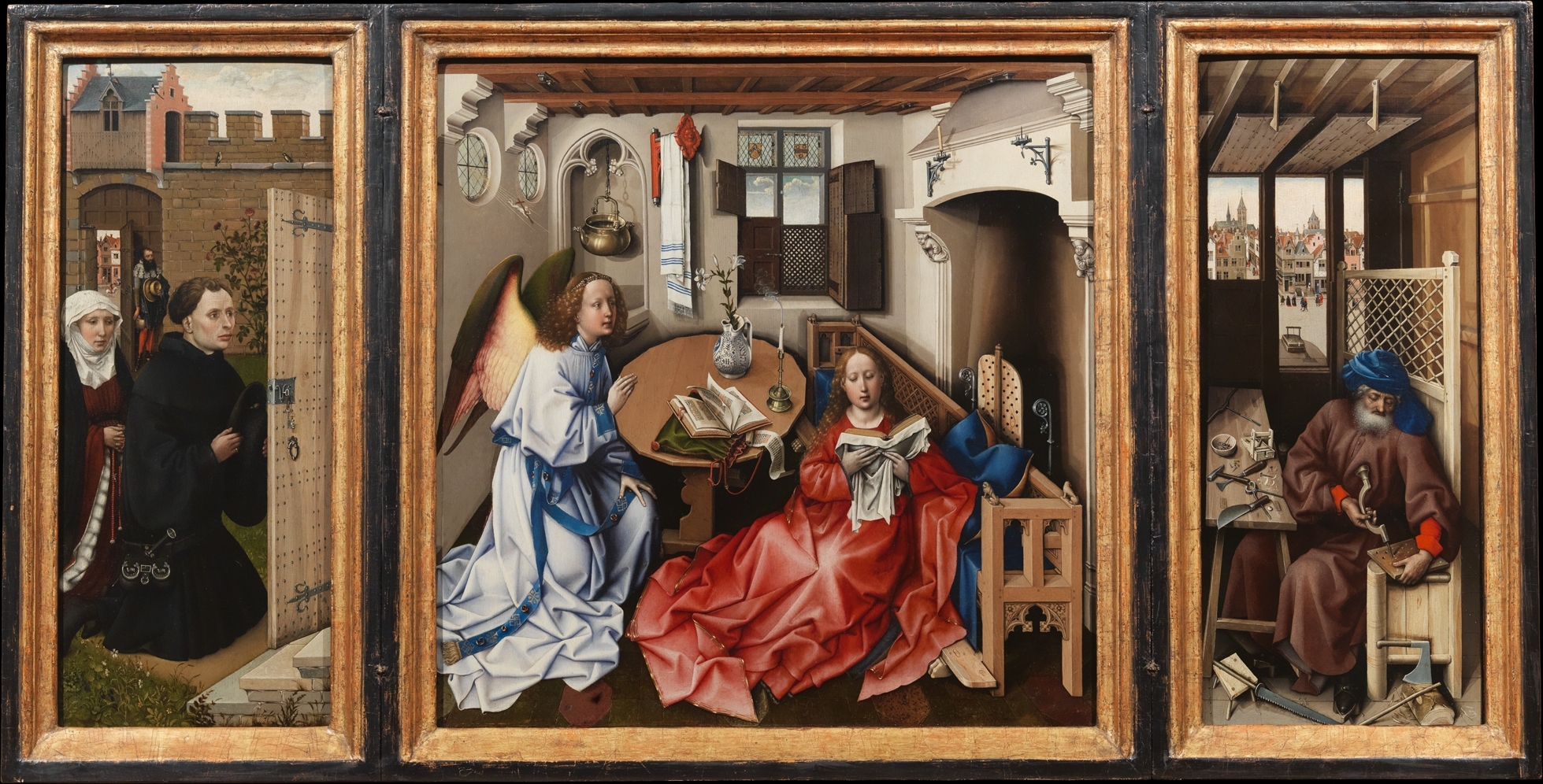
로베르 캉팽 공방의 "메로드 제단화", 1427–32년경

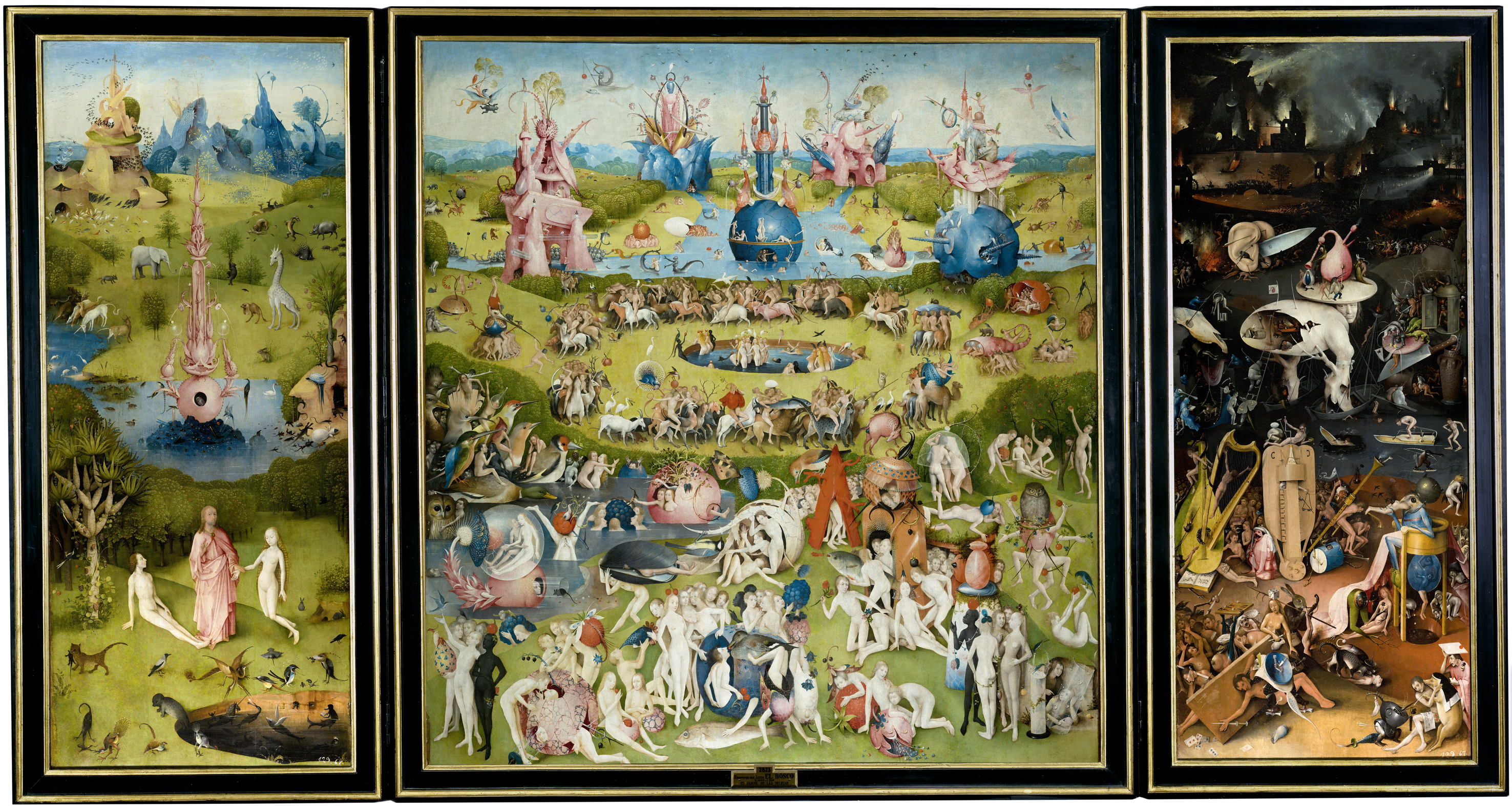
히에로니무스 보스의 세속적인 쾌락의 동산, 1490–1510. 마드리드 프라도 미술관 소장

세 폭 제단화는 종교화의 한 형식으로, 교회의 제단 뒤편에 걸며, 세 개의 패널로 이루어져 있다. 서양 미술은 기독교의 영향을 크게 받았기 때문에, 상당수의 서양 회화 작품이 이 분류에 속한다.
세 폭 제단화는 중앙 패널을 중심으로 양쪽에 보다 폭이 좁은 패널이 달린 구조이다. 양쪽의 패널은 대개 너비가 중앙 패널의 절반에 해당하고, 패널들은 서로 경첩으로 연결되어 있어 사용하지 않을 때에는 양쪽의 패널을 닫아 보관한다. 각각의 패널에 그려진 그림은 개별적으로도 기능을 하지만, 세 개의 그림이 모여 하나의 이야기 구조를 이루는 경우가 많다. 기독교적 주제 내에서 다양한 그림이 그려진다. 교회 측에서 화가에게 의뢰하는 형식으로 그림이 제작되며, 제작할 때에는 교회의 성립 취지에 맞는 주제를 의뢰한다. 예를 들어, 운터린덴 미술관이 소장한 마티아스 그뤼네발트의 〈성 이젠하임 제단화〉는 상처투성이로 십자가에 매달린 예수와 부활 이후 깨끗한 모습으로 서 있는 예수를 대비시키고 있다. 성 이젠하임 교회가 나병 환자를 돌보는 병원의 부속 교회였기 때문에, 교회 측에서 특별히 상처와 치유의 이미지를 보여주는 제단화를 주문한 것이다.
세 폭 제단화는 르네상스와 종교 개혁 이후로 주문 수량이 상대적으로 줄어들면서 쇠퇴의 기미를 보이지만, 그 형식은 서양 미술에서 반복적으로 등장한다. 피카소의 그림 〈게르니카〉 역시 세 폭 제단화의 구도를 이용한 작품이다.